# Lino Jeva
Lino Jeva, pseudonimo di Pasquale Ieva (Ancona, 1º maggio 1923 – Milano, 25 dicembre 2015), è stato un fumettista e disegnatore italiano, creatore grafico di Forza John, scritto da Luigi Grecchi, e ha realizzato per oltre quarant'anni varie serie a fumetti su Il Monello e Intrepido.

## Biografia
(Lino Jeva)
All'età di 23 anni, nel 1945, si trasferì a Milano lasciando un posto di lavoro alle ferrovie per dedicarsi al disegno; qui provò a cercare lavoro presso alcuni editori e, dopo molti rifiuti, venne assunto da Pasquale Giurleo che gli assegnò da illustrare varie serie tratte da classici della letteratura come Robinson Crusoe e 20.000 leghe sotto i mari e alcuni episodi della serie Tom Mix.
Un giorno, un editore statunitense che aveva notato dei suoi disegni sulla rivista "Visto" gli offrì l'incarico di disegnare una storia sul bandito Giuliano.
Dopo la collaborazione con Giurleo, decise di partecipare al concorso indetto dalle Edizioni Mondiali di Cino Del Duca che vinse e così gli fu affidato un album intero da illustrare divenendo il secondo disegnatore, dopo Walter Molino, a essere assunto dalla Casa Editrice Universo per una collaborazione fissa; qui iniziò a lavorare nel 1972, creando diverse serie (Ghibli, Stry Dog, Bisturi Nero, Truck Driver, Teleman...).
Per la casa editrice Audace nel 1949 disegnò alcuni episodi della serie Uomo Ombra e poi uno di Tex nel 1951 in temporanea sostituzione di Aurelio Galleppini; poi inizia una collaborazione con Intrepido, dove realizza numerose storie senza personaggi fissi e, per lo stesso editore realizzò, dal 1956 al 1964, la serie Forza John, scritta da Luigi Grecchi; poi realizza le serie Jimmy Jet, su testi di Antonio Mancuso e Henry Sprint, su testi di Grecchi. La serie Jimmy Jet, pubblicata nel 1964 in otto numeri e poi continuata sul Monello che, per l'occasione, diventa "Il Monello Jet", e continua così per i prossimi tre anni quando gli episodi di Jimmy Jet cessano di essere pubblicati e la rivista riprende il suo precedente titolo.
Dalla fine degli anni sessanta e i primi settanta collaborò anche con la Mondadori realizzando alcuni episodi di Nembo Kid e copertine per i Classici de l'Audace e, per l'Editrice Cenisio alcuni episodi di Tarzan e, per l'Astorina, alcuni albi della serie Diabolik; successivamente lavorò esclusivamente per i periodici della Universo come Intrepido e Monello, disegnando numerose serie. Per il mercato francese realizza, pubblicato dalla Lug la serie Agent KO.
Morì il 25 dicembre del 2015, e venne sepolto al cimitero di Lambrate.

## Riconoscimenti
- nel 1995 il premio alla carriera dell'ANAFI[6]